# El Drac

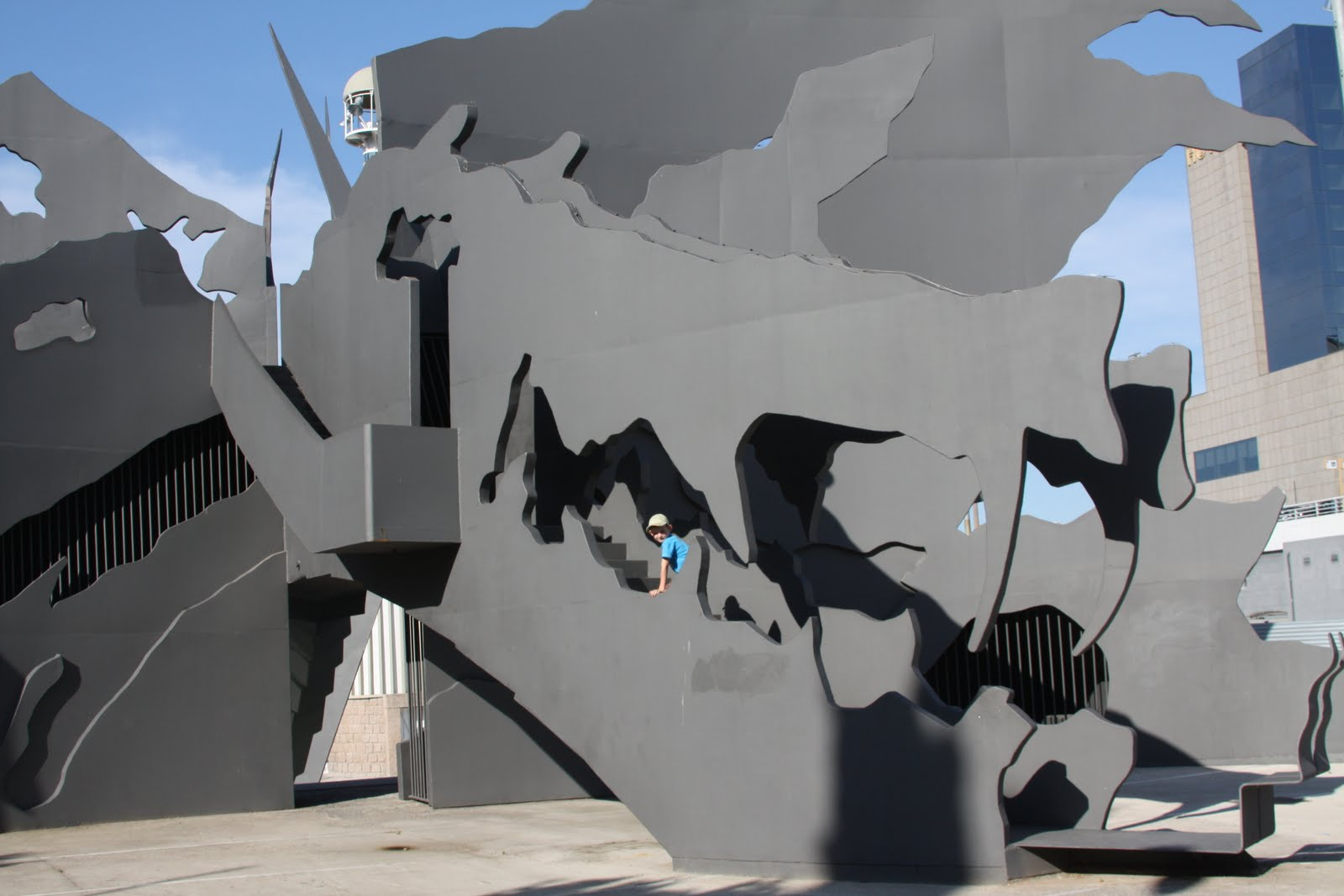
Detall

El Drac és una escultura de ferro situada al parc de l'Espanya Industrial, davant de la plaça dels Països Catalans, al barri de Sants de Barcelona. Obra de l'escultor donostiarra Andrés Nagel, es va inaugurar la diada de Sant Jordi de 1987. Representa la figura d'un drac que surt del llac. Realitzat amb acer corten, pesa 150 tones, i fa 12 metres d'alt per 38 de llarg. El que representa la cua de l'animal, és un tobogan de 18 metres de llarg, on juguen petits i grans. L'escultura té altres 3 tobogans més i un laberint que els uneix.
Va estar fora de servei des de la tardor de 1999 fins l'abril de 2001 perquè estava molt malmès a causa del vandalisme. Es va reparar, es van tancar amb reixes els punts més conflictius, i es va pintar amb pintura que no taca la roba.